# Courmayeur
Courmayeur is een plaats met bijbehorende gemeente in de Italiaanse regio Aostadal.

## Geografie
Courmayeur ligt op ongeveer 1224 m boven zeeniveau.
De gemeente omvat de dalen Val Ferret en Val Veny die langs het Mont Blancmassief lopen. Waar de rivieren uit de twee dalen, de Dora di Ferret (Frans: Doire de Ferret) en de Dora di Veny (Frans: Doire de Vény), samenkomen (bij Entrèves) ontstaat de Dora Baltea (Frans: Doire baltée), de hoofdrivier in het Aostadal. Het bovenste gedeelte van het hoofddal wordt Valdigne genoemd.
De gemeente bestaat verder uit de volgende frazioni (de namen in het Francoprovençaals staan tussen haakjes): Dolonne (Dolénna), Entrelevie (Éntrelvie), Entrèves (Éntréve), La Palud (La Palù), La Saxe (La Saha), La Villette (La Veletta), Larzey (Lo Lazèi), Villair Dessous (Lo Velé-Dézó), en Villair Dessus (Lo Velé-Damón).
Courmayeur grenst aan de volgende gemeenten: Bourg-Saint-Maurice aan de andere kant van de Col de la Seigne, Chamonix-Mont-Blanc aan de andere kant van de Mont Blanc, La Salle, La Thuile, Les Contamines-Montjoie, Morgex, Orsières aan de andere kant van de Col Ferret, Pré-Saint-Didier, Saint-Gervais-les-Bains en Saint-Rhémy-en-Bosses.

## Demografie
De oorspronkelijke bevolking is Franstalig, maar onder invloed van het toerisme wordt in toenemende mate Italiaans gesproken.
De gemeente Courmayeur telde 2979 inwoners per eind 2004 verdeeld in ongeveer 1312 huishoudens. Het aantal inwoners steeg in de periode 1991-2001 met 9,6% volgens cijfers uit de tienjaarlijkse volkstellingen van ISTAT. De oppervlakte bedraagt 209,8 km², de bevolkingsdichtheid is 14 inwoners per km².
| Jaar | Inwoneraantal |
| ---- | ------------- |
| 1861 | 1434          |
| 1871 | 1357          |
| 1881 | 1201          |
| 1901 | 1154          |
| 1911 | 1072          |
| 1921 | 1096          |
| 1931 | 1215          |
| 1936 | 1264          |
| 1951 | 1307          |
| 1961 | 1657          |
| 1971 | 2339          |
| 1981 | 2704          |
| 1991 | 2545          |
| 2001 | 2790          |
| 2011 | 2815          |

## Economie
Courmayeur is een belangrijk centrum voor toerisme, zowel 's zomers als 's winters. Vanaf Courmayeur gaan er veel skiliften omhoog. Vanuit La Palud, aan de voet van de Mont Blanc is er een kabelbaanverbinding over het Mont Blancmassief naar Chamonix-Mont-Blanc aan de andere kant van de Mont Blanc. Deze teleferique stijgt, met tussenstations, meer dan 2000 m en komt over de bekende Aiguille du Midi. Bij Entrèves begint de Mont Blanctunnel, die ook naar Chamonix leidt. De tunnel zorgt voor een autowegverbinding van Turijn met Genève en Lyon.

## Sport
Courmayeur was twee keer aankomstplaats van een rit in de wielerkoers Ronde van Italië.
De ritwinnaars in Courmayeur zijn:
- 1959: Charly Gaul
- 2019: Richard Carapaz

In 1959 werden de tweede Wereldkampioenschappen biatlon in Courmayeur georganiseerd.

## Afbeeldingen

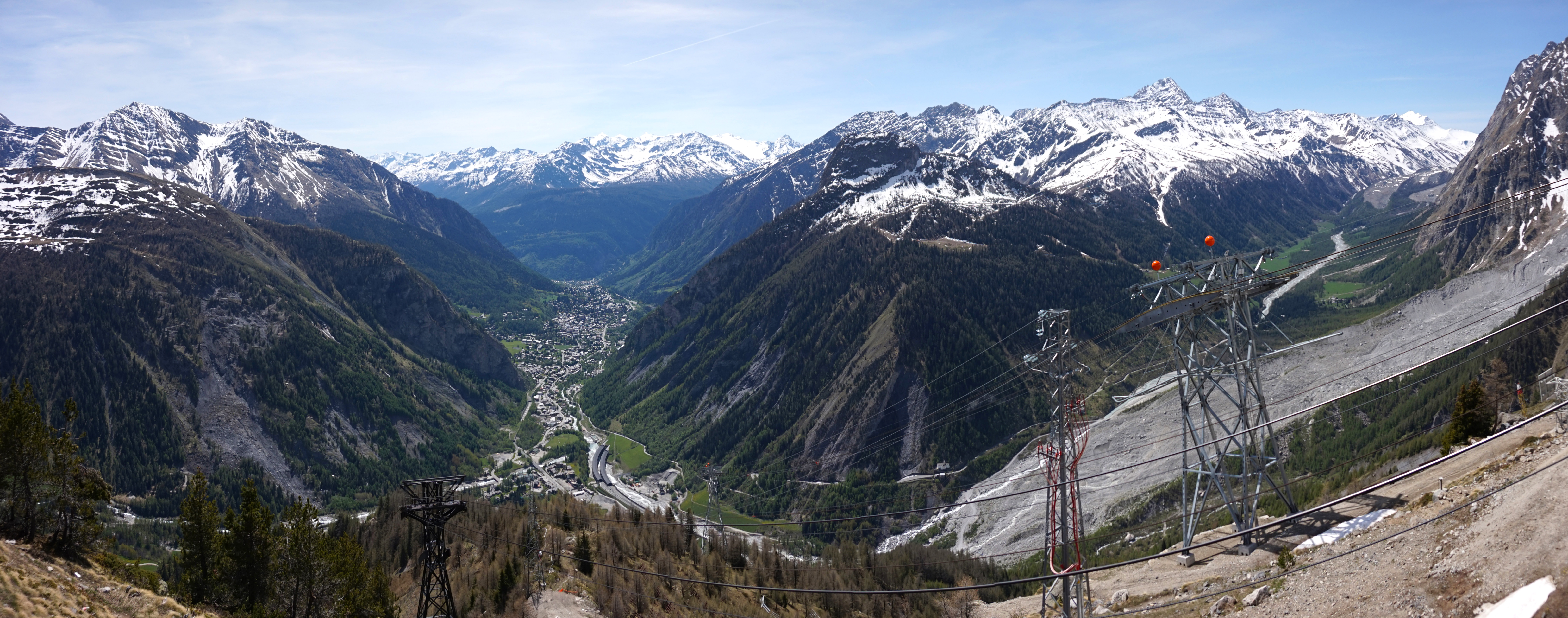
Gezicht op Courmayeur
Centrum
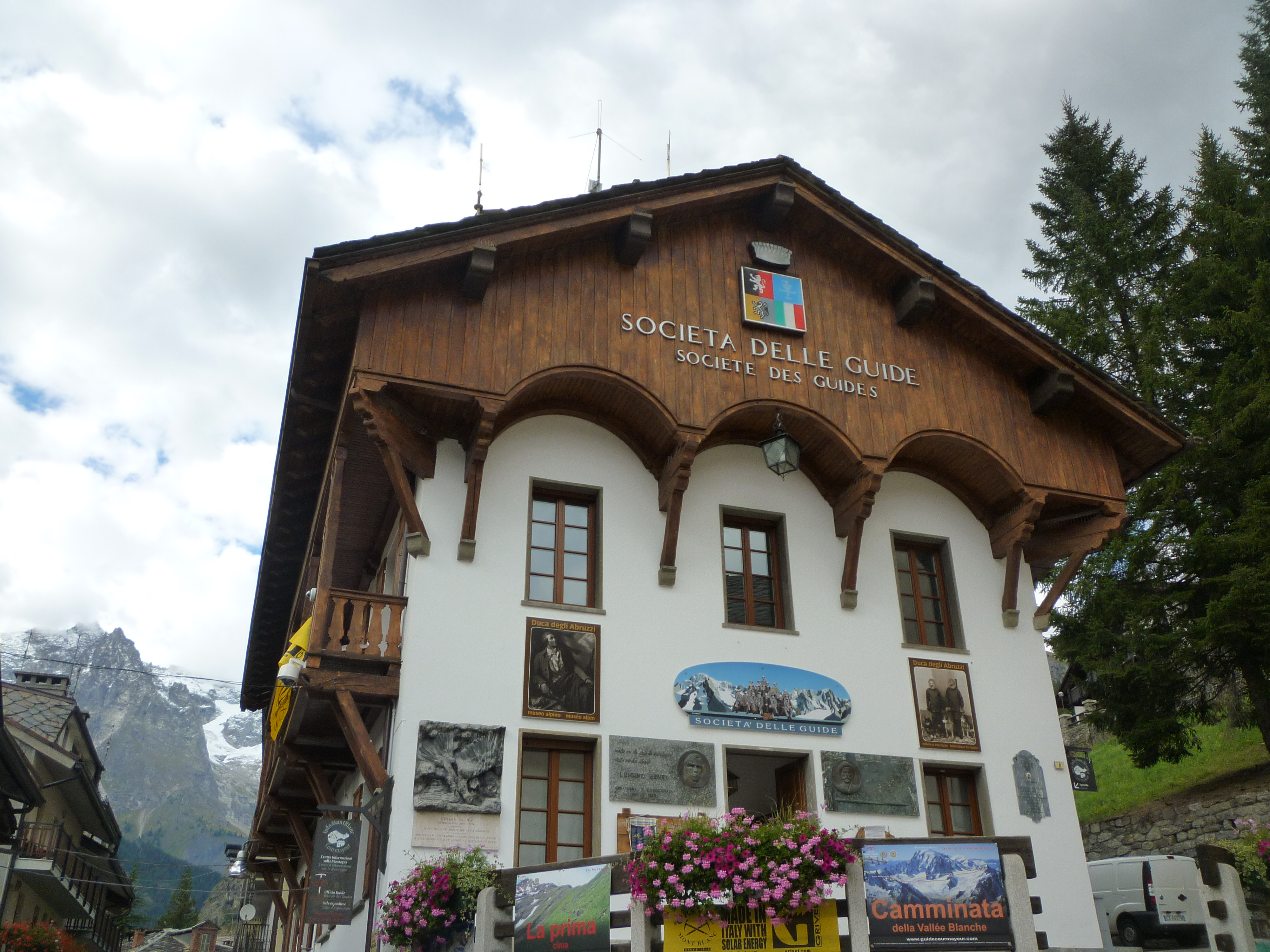
Huis van de vereniging van berggidsen (Société des guides)
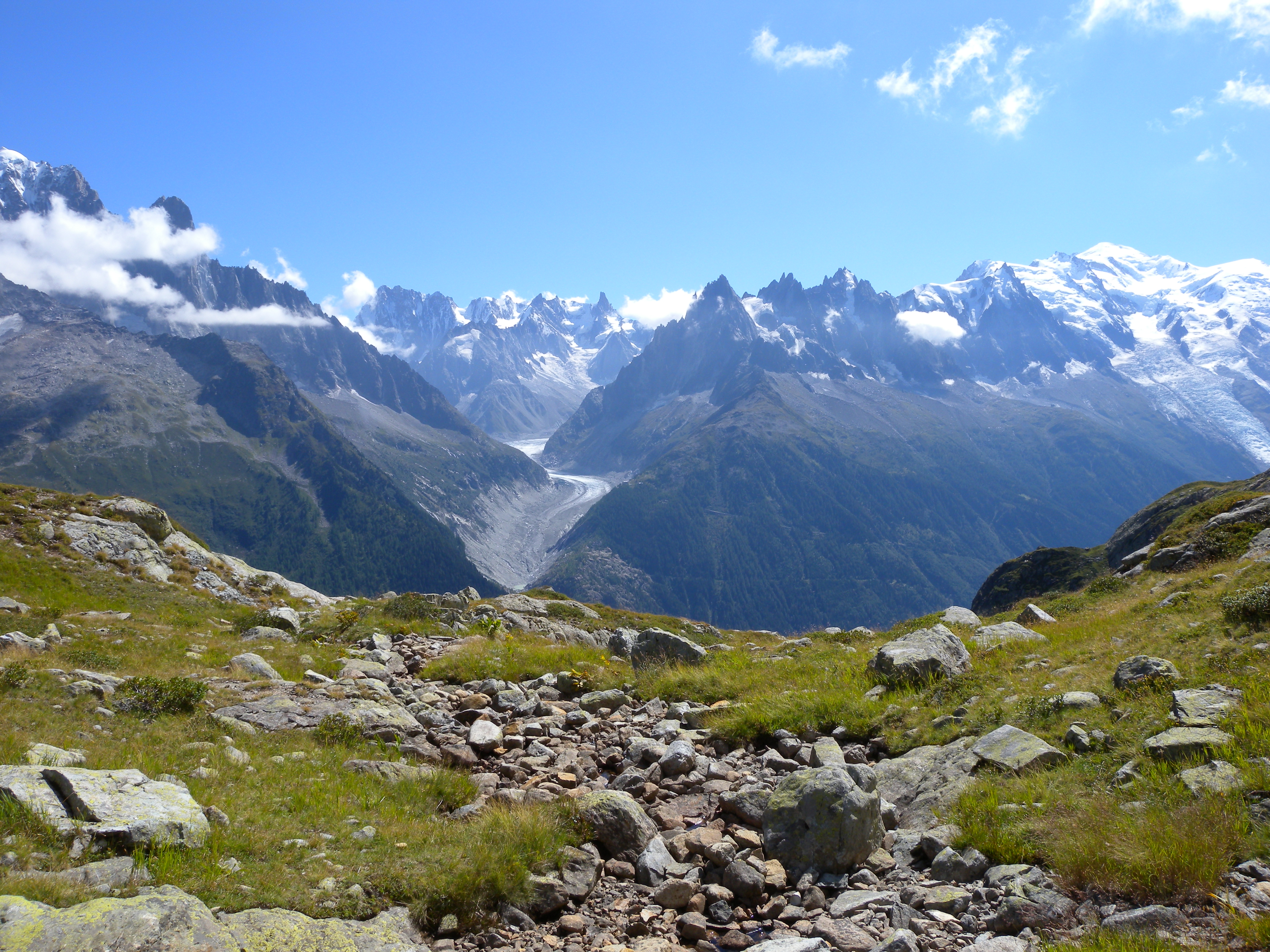
Mont Blanc-massief